# دنیاگیری کووید-۱۹ در اسلوونی
دنیاگیری کووید-۱۹ در اسلوونی بخشی از دنیاگیری بیماری کروناویروس ۲۰۱۹ در جهان است. اولین مورد تأیید شده در اسلوونی در ۴ مارس ۲۰۲۰ در شهر لیوبلیانا اعلام شد.